# Leucauge prodiga
Leucauge prodiga là một loài nhện trong họ Tetragnathidae.
Loài này thuộc chi Leucauge. Leucauge prodiga được miêu tả năm 1872 bởi L. Koch.